# One Piece Odyssey
One Piece Odyssey è un videogioco di ruolo basato su One Piece pubblicato nel 2023 da Bandai Namco Entertainment.

## Sviluppo
Annunciato a marzo 2022, One Piece Odyssey ha una colonna sonora composta da Motoi Sakuraba.

## Accoglienza
Secondo la rivista Famitsū nella prima settimana di lancio in Giappone One Piece Odyssey ha venduto 62 002 copie, 35 123 per PlayStation 4 e 26 879 per PlayStation 5.